# Сунь Їцзін
Сунь Їцзін (20 листопада 1992) — китайська плавчиня.
Призерка Чемпіонату світу з водних видів спорту 2015 року.
Переможниця Азійських ігор 2014 року.